# Carlo Colonna

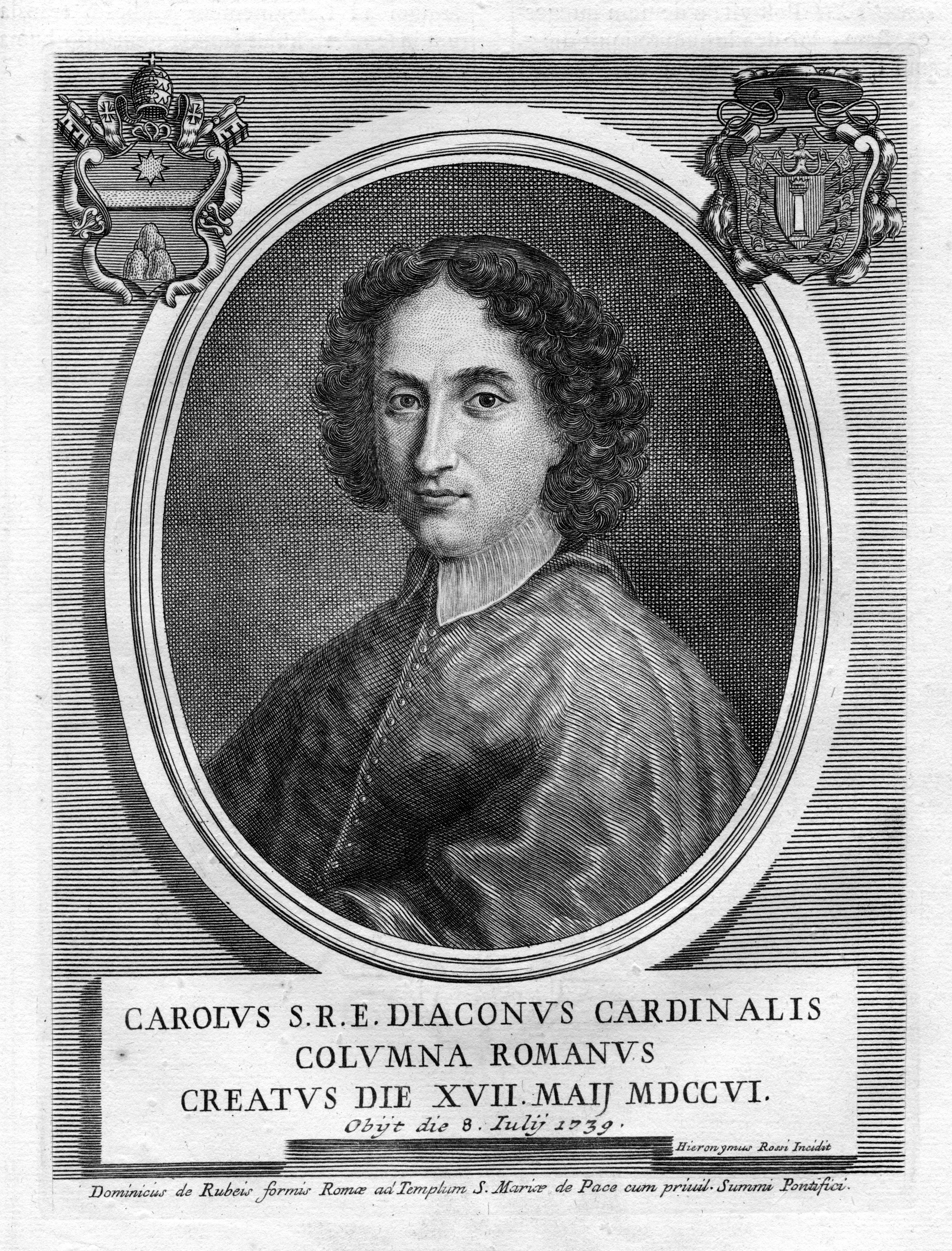
Carlo Colonna

Carlo Colonna (1665 - 1739) was een Italiaans edelman en kardinaal. Hij was de zoon en het derde kind van Lorenzo Onofrio I Colonna en Maria Mancini; zijn moeder was een nicht van de kardinalen Jules Mazarin en Michel Mazarin.

## Biografie
Hij begon zijn loopbaan als apostolisch protonotaris en was vanaf 7 maart 1696 referendar aan gerechtshoven van apostolische signatuur. De volgende dag werd hij tot prefect van de Pauselijke Huishouding benoemd.
Hij werd op 17 mei 1706 tot kardinaal-diaken benoemd door paus Clemens XI; de rode mijter en de titelkerk Santa Maria della Scala kreeg hij op 25 juni 1706. Op 6 mei 1715 werd hij kardinaal-diaken van de Sant’Angelo in Pescheria. Carlo Colonna nam deel aan het  conclaaf van 1721, dat paus Innocentius XIII verkoos. Hij nam deel aan het conclaaf van 1724, waarbij paus Benedictus XIII werd gekozen. Bij het conclaaf van 1730, toen paus Clemens XII werd gekozen, stemde hij tegen. Op 24 juli 1730 werd hij deken van Sant’Agata in Suburra.
Carlo Colonna stierf in Rome en werd bijgezet in de Sint-Jan van Lateranenbasiliek. Zijn darmen werden afzonderlijk begraven in de basiliek Santi XII Apostoli.
Colonna was een kunstminnaar bij wie de jonge Händel regelmatig over de vloer kwam tijdens zijn verblijf te Rome in 1707 en 1708. Händel schreef voor hem vooral kerkmuziek.
- Gemeinsame Normdatei: 1019724404
- International Standard Name Identifier: 0000 0000 6193 6559
- Virtual International Authority File: 89065921
- WorldCat: E39PBJgCHbYhh8djvGWwYBp9Dq